# Ulica Chemiczna w Lublinie
Ulica Chemiczna w Lublinie – ulica we wschodniej części Lublina. Rozpoczyna się rondem E. Kasprzaka. Ulica posiada po jednym pasie ruchu w każdym kierunku. Przy ulicy nie ma oświetlenia. Administracyjnie leży w dzielnicach Bronowice i Felin.

## Przebieg
Ulica rozpoczyna się jako północny zjazd z ronda Kasprzaka, za 160 metrów na rondzie odchodzą od niej zjazdy do Makro, McDonald’s i  OBI, dalej ulica skręca na wschód i biegnie wzdłuż torów. Od ulicy odchodzą wjazdy do zakładów przemysłowych znajdujących się przy niej. Do ulicy z prawej strony wpada ul. Grabskiego, łącząca ją z al. Witosa. Od ulicy odchodzi z lewej strony droga wewnętrzna przez stację Lublin Tatary, a następnie przechodzi przez przejazd kolejowo-drogowy kategorii "D" przez bocznicę kolejową. Dalej do ulicy wpada do niej z prawej strony ul. Anny Walentynowicz (dawna Lucyny Herc). W tym miejscu przekracza granicę administracyjną dzielnic Bronowice i Felin. Ulica  kończy się przy ul. Grenadierów, dalej biegnie jako ul. Macieja Rataja.

## Obiekty
Przy ulicy znajdują się przede wszystkim obiekty przemysłowe, a także hipermarket Carrefour i wiele mniejszych placówek handlowych. Nieopodal ulicy znajduje się towarowa stacja kolejowa Lublin Tatary.

## Komunikacja miejska
Ulicą kursują autobusy nr 7, 36 i 50. Przy ulicy znajduje się 7 przystanków, w większości „na żądanie”, gdyż przy ulicy nie znajdują się obiekty mieszkalne.